# Ласло, Александр
Александр Ласло (р. 1964) — американский учёный в области системных наук, сооснователь Syntony Quest, избранный президент (President-Elect) Международного общества системных наук.
Родился в Фрибурге (Швейцария), отец — известный системный теоретик Эрвин Ласло. Имеет степень магистра искусств в истории и социологии науки, и междисциплинарную докторскую степень в науке и технологической политике от Университета Пенсильвании.
Ласло — автор более 50 статей, член редакционных советов ряда журналов, включая Systems Research & Behavioral Science, World Futures и Organisational Transformation & Social Change.